# إيرني رايت
إيرني رايت (بالإنجليزية: Ernie Wright)‏ (29 أكتوبر 1938 - ) هو لاعب كرة قدم بريطاني في مركز مهاجم داخلي. لعب مع أولدهام أثلتيك وكوينز بارك رينجرز ونادي تشيسترفيلد ونادي كرو ألكساندرا.